# 紙吹雪

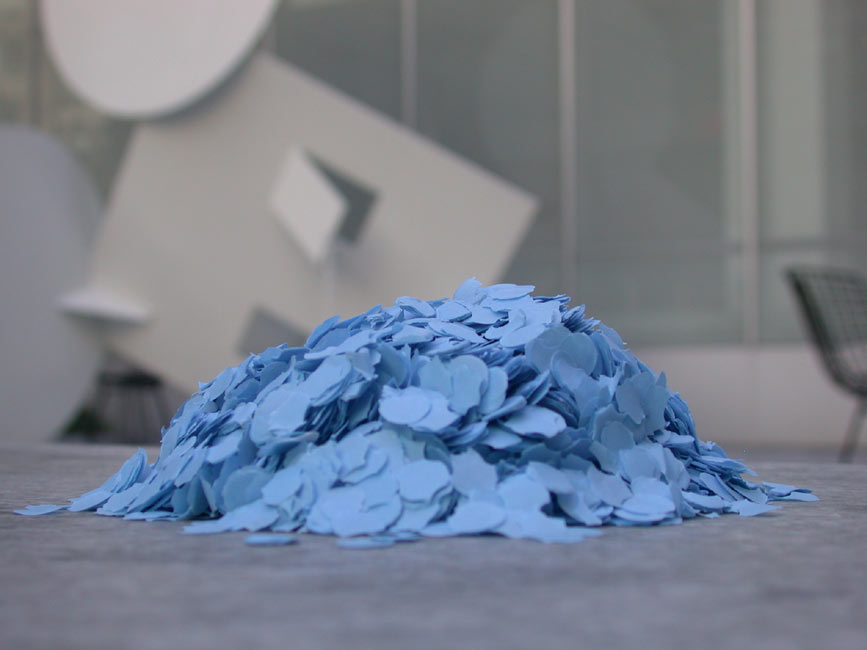
飛ばす前のもの

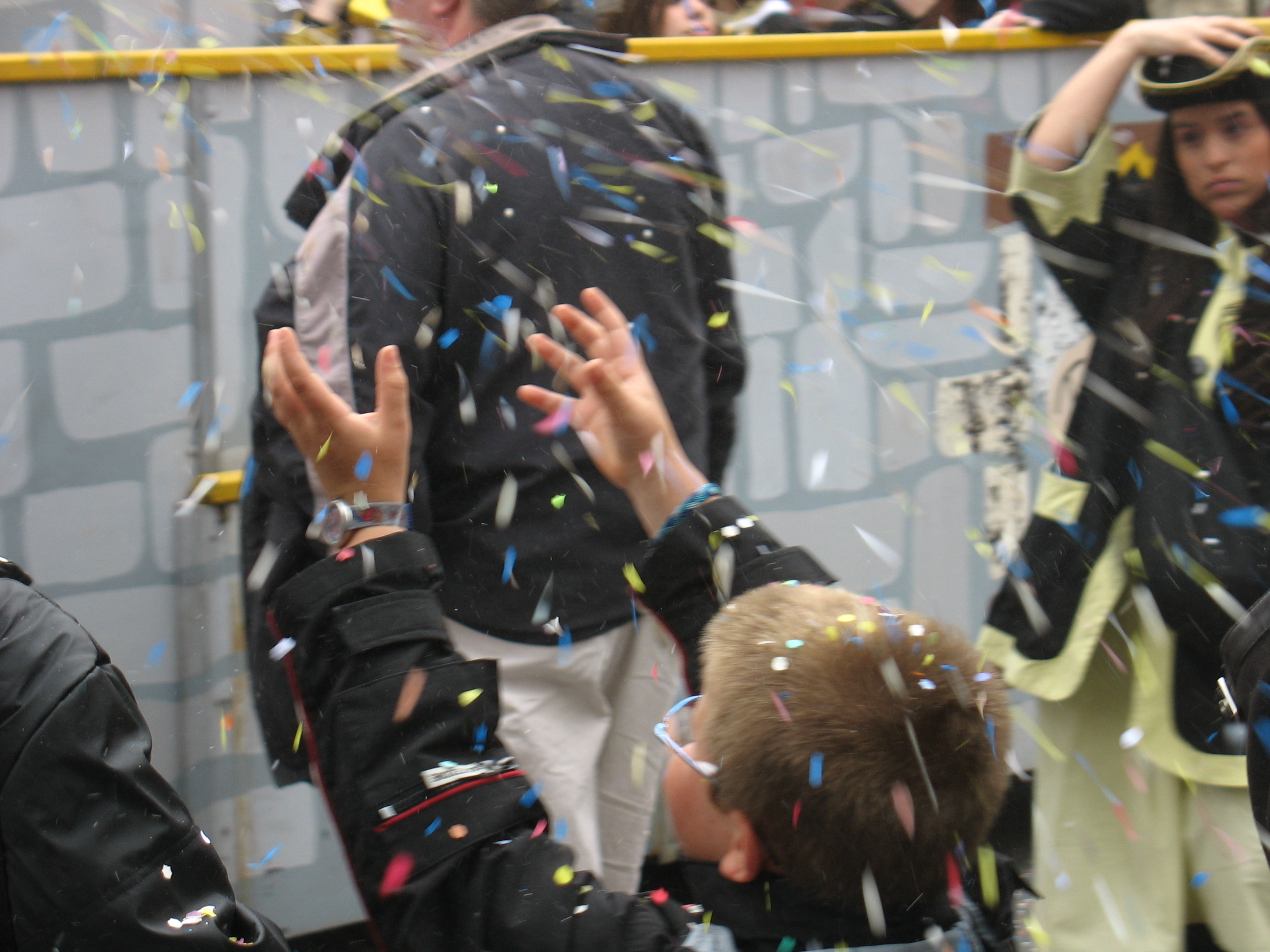
実際に飛ばしている様子

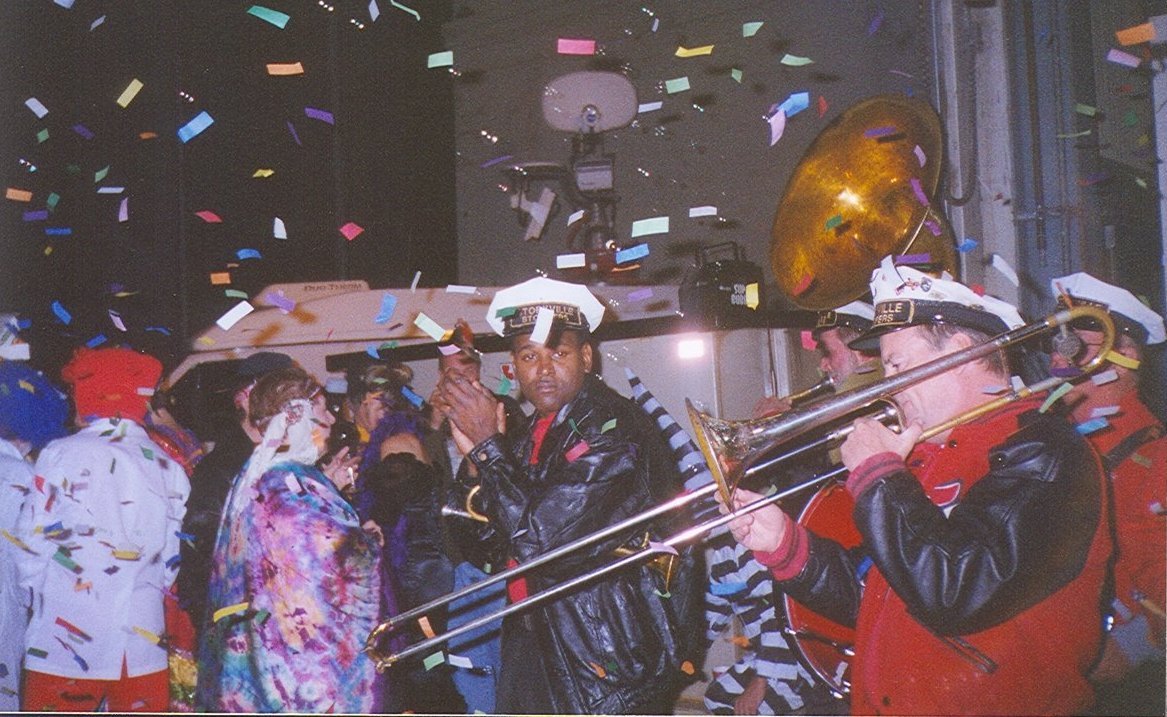
演奏中に飛ばしている

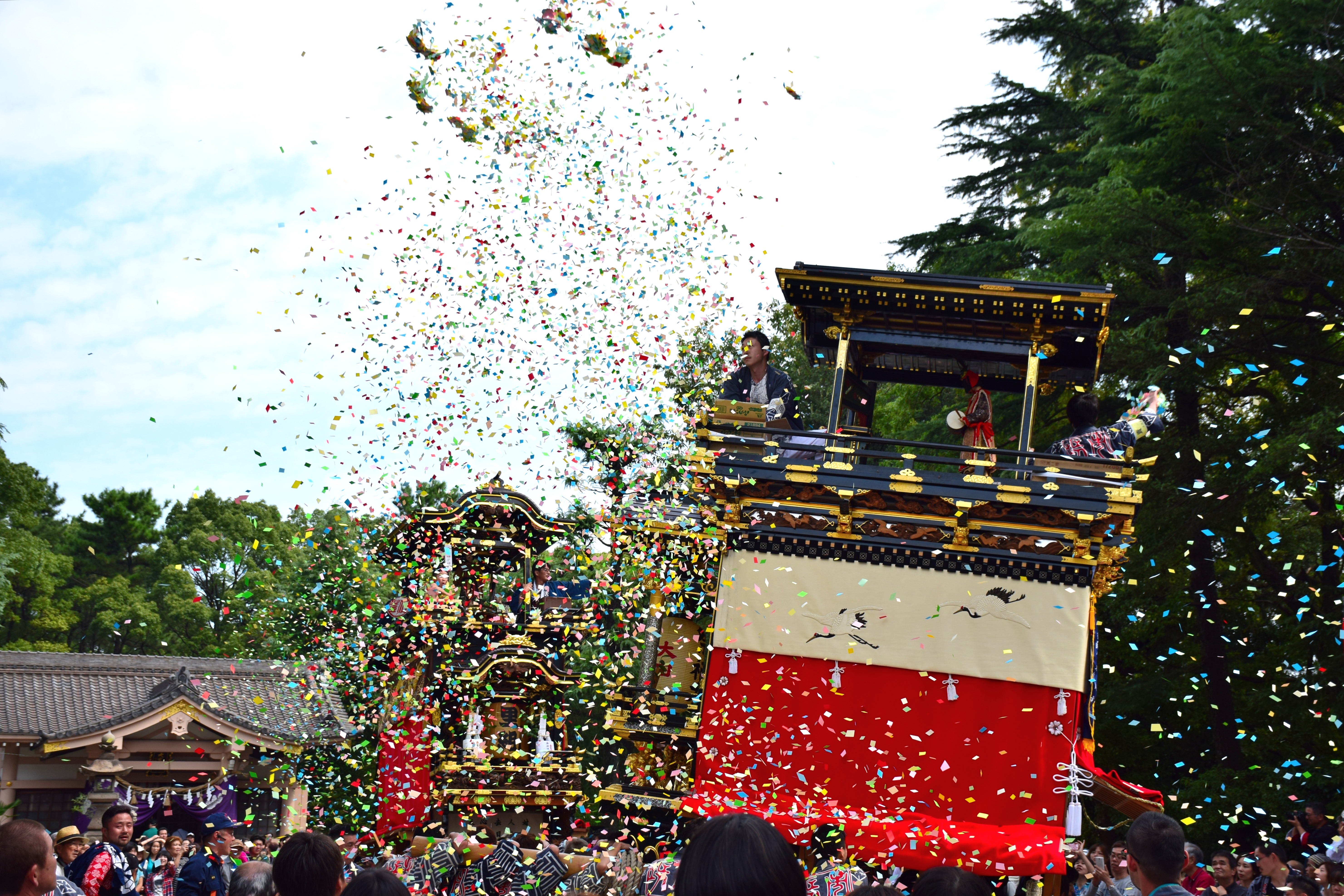
山車祭り（愛知県東海市）

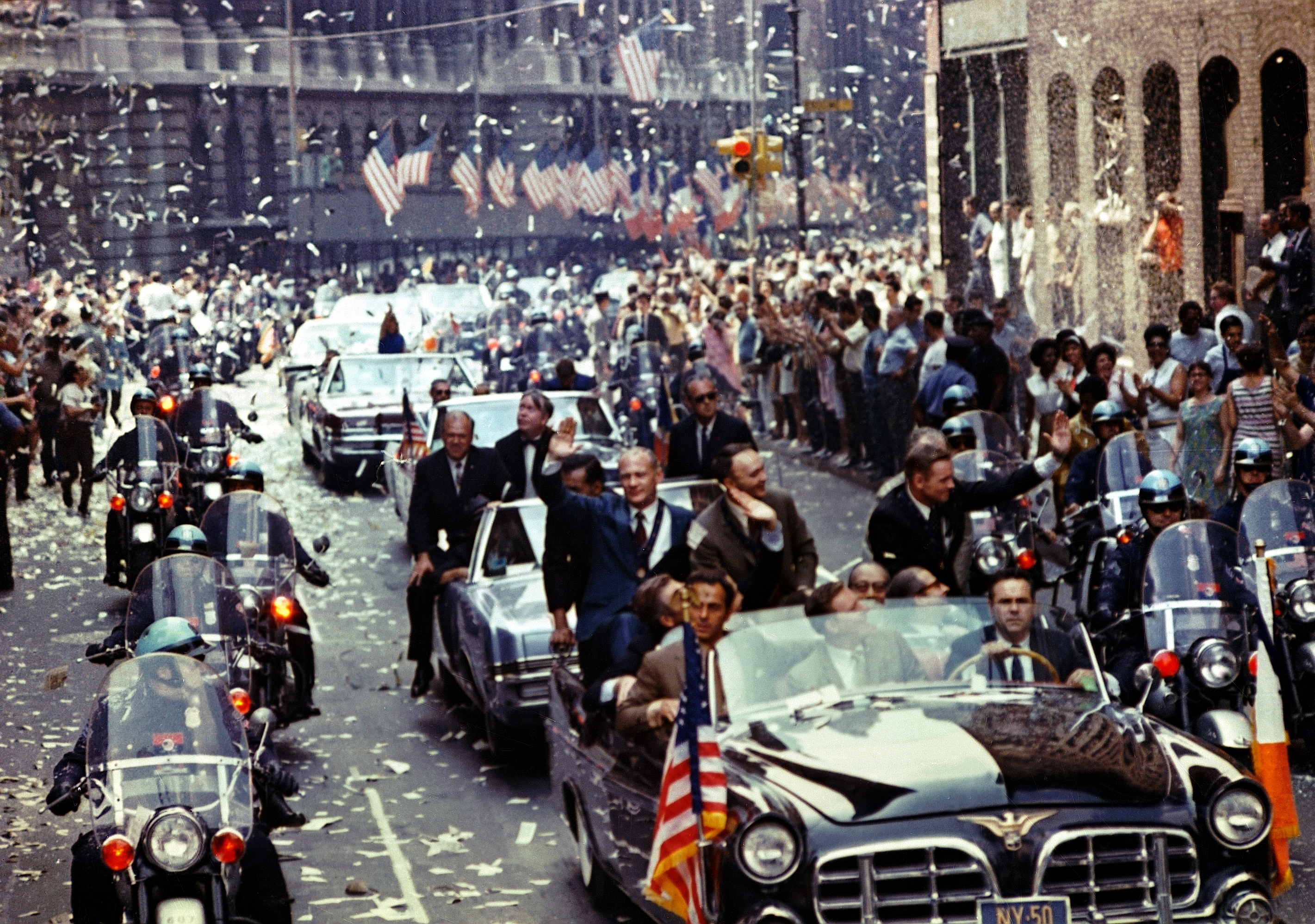
アポロ11号での月着陸から帰還した宇宙飛行士たちによるニューヨークでのパレード。兵士やスポーツ選手の凱旋パレードの際には、通りの両側に立ち並ぶ高層ビルの従業員たちが、シュレッダーにかけた紙を通りの上に振りまくのが慣習となっている（ティッカー・テープ・パレード）。

紙吹雪（かみふぶき）は、祝い事で祝福される人物・団体を称えたり、あるいはイベントの盛り上げやドラマ・演劇などの場面展開で使用される小道具のことである。一般には色紙（いろがみ）を細かく四角形や三角形に裁断したものが使用されている。

## コンフェッティ
英語（外来語）で紙吹雪を意味することばに「コンフェッティ」（confetti）がある。
オックスフォード英語辞典（1933年、補遺巻）によれば、語源はイタリア語のコンフェット confetto（砂糖菓子）で、イタリアで謝肉祭（カーニバル）のときに投げる菓子か、紙製・しっくい製の模造品が原義であった。
転じて特に英国ではとくに、結婚式のときに新郎・新婦に投げつける小さな丸い色紙のかけらを指す、としている。現在では、形に限らず、素材も紙やプラスチック（やホイル）の小片や、ストリーマー（紙テープ状のもの）もひっくるめた総称として使われることばである。

## 利用
祝い事では風船、紙テープと一緒にくす玉の中身として詰め込むことが多く、スポーツ大会の優勝者（チーム）、選挙戦の当選祝い、視聴者参加番組のクイズ番組、ゲーム番組、オーディション番組、歌合戦番組などでの優勝や合格等を祝福する時に紙吹雪が多用されたことがある（番組によっては天井から大量の紙吹雪が降るパターンもある）。近年はくす玉に代えて機械式のクラッカー（キャノン砲）に詰めたものが使用されることも多い。テレビ番組で紙吹雪を始めたのはNHK紅白歌合戦である。
また、スポーツイベントでもムードの盛り上げの一環で紙吹雪を多用しているが、ヨーロッパの多くの国内サッカーリーグ戦で優勝したチームがホームスタジアムで表彰式を行う時（UEFA CL・EL決勝の時は第3地開催）には選手に優勝杯が手渡された瞬間、表彰パネルセットの後ろからそのチームのチームカラーをベースとした紙吹雪が舞うことが多い。プロ野球の日本シリーズ・NFLのスーパーボウル・FIFA（国際サッカー連盟）・主催大会等でもこのシーンがよく見られる。
なお、様々な事情で紙吹雪を利用することを規制することもあり、特に近年は中央競馬で特に人気のある馬が優勝した場合だとか、伏兵馬の登場などで意図的に紙吹雪を使用したり、まれに投票用紙のマークシートや馬券を細かくちぎったものを投げ込むファンの姿があるが、日本中央競馬会では馬を驚かせて公正な競馬に支障をきたす恐れがあるという理由で紙吹雪の使用は絶対しないようにと呼びかけている。加えて野球の試合でも点数を入れた時や相手チームをアウトにした時、勝ちが決まった時などに紙吹雪を降らすことも多かったが、最近では禁止されている球場も多く、使った場合は退場させられることもある。
浦和レッズは、2004年度の日本プロサッカーリーグ（Jリーグ）第2シリーズの優勝がかかった11月20日の駒場・名古屋グランパスエイト戦の試合開始前に新聞紙20トン相当の紙吹雪を散らした。しかし、Jリーグの試合でも会場によって紙吹雪を使用するとピッチ上に散乱し試合進行を妨げる（特に細かいサイズの紙吹雪となると清掃しにくいため、芝生の生育面でも影響を及ぼすこともある）恐れがあるため、使用を規制しているところもある。
その他テレビの音楽番組、あるいは演劇でも季節柄冬～春にかけてのシーン（冬場は雪、春は桜）で、演出上の効果の一環として紙吹雪を使用するが、祝い事のような一斉放出させる使い方ではなく、穴のあいたざるやフルイを使って少しずつ降らせるようにしている。